# Dichagyris herzi
Dichagyris herzi là một loài bướm đêm trong họ Noctuidae.